# Kerim Zengin
Kerim Zengin (Mersin, 13 aprile 1985) è un ex calciatore turco, di ruolo difensore o ala.

## Carriera

### Club
Ha giocato nella prima divisione turca (161 presenze e 7 reti totali in carriera). Ha inoltre segnato un gol in 3 presenze nei turni preliminari di Champions League e giocato 2 partite (senza reti segnate) in Europa League.

### Nazionale
Ha partecipato ai Mondiali Under-20 del 2005.

## Palmarès

### Club

#### Competizioni nazionali
- Campionato turco: 1

Fenerbahçe: 2006-2007